# You'll Never Be Alone
You'll Never Be Alone – czwarty singel promujący drugi album amerykańskiej piosenkarki Anastacii Freak of Nature.

## Wydania i lista utworów
US promo single
1. "You'll Never Be Alone" [US Radio Edit]
2. "You'll Never Be Alone" [US Album Version]

European CD single
1. "You'll Never Be Alone" [Album Version] 4:41
2. "You Shook Me All Night Long" (Duet with Celine Dion) [Live from VH1 Divas]
3. "Lord Is Blessing Me" [Anastacia Live on Stage at 6 Years Old]
4. "Late Last Night" [Album Version] 4:26
5. "You'll Never Be Alone" [Enhanced Video]

UK CD single
1. "You'll Never Be Alone" [Album Version] 4:41
2. "You Shook Me All Night Long" (Duet with Celine Dion) [Live from VH1 Divas]
3. "Lord Is Blessing Me" [Anastacia Live on Stage at 6 Years Old]
4. "You'll Never Be Alone" [Enhanced Video]